# Tanaoctena
Tanaoctena é um gênero de mariposa pertencente à família Acrolepiidae.